# 1795

## Събития
- 2 ноември – Начало на управлението на Директорията във Франция.

## Родени
- Емануил Васкидович, български просветен деец
- Йосиф Волф, немски мисионер
- 18 януари – Анна Павловна, кралица на Нидерландия
- 21 февруари – Антонио Лопес де Санта Ана, мексикански военачалник и политик
- 19 април – Кристиан Готфрид Еренберг, германски естествоизпитател
- 13 май – Павел Шафарик, словашки филолог
- 19 май – Джонс Хопкинс, американски бизнесмен
- 4 юли – Карл Айхвалд, руски учен
- 20 август – Робърт Стоктън,
- 16 септември – Саверио Меркаданте, италиански композитор
- 31 октомври – Джон Кийтс, Английски поет
- 21 декември – Леополд фон Ранке, германски историк

## Починали
- Якоб Фридрих Ерхарт, германски ботаник
- 26 януари – Йохан Кристоф Фридрих Бах, германски композитор
- 31 август – Франсоа-Андре Филидор, френски музикант и шахматист